# ハイイロチュウヒ

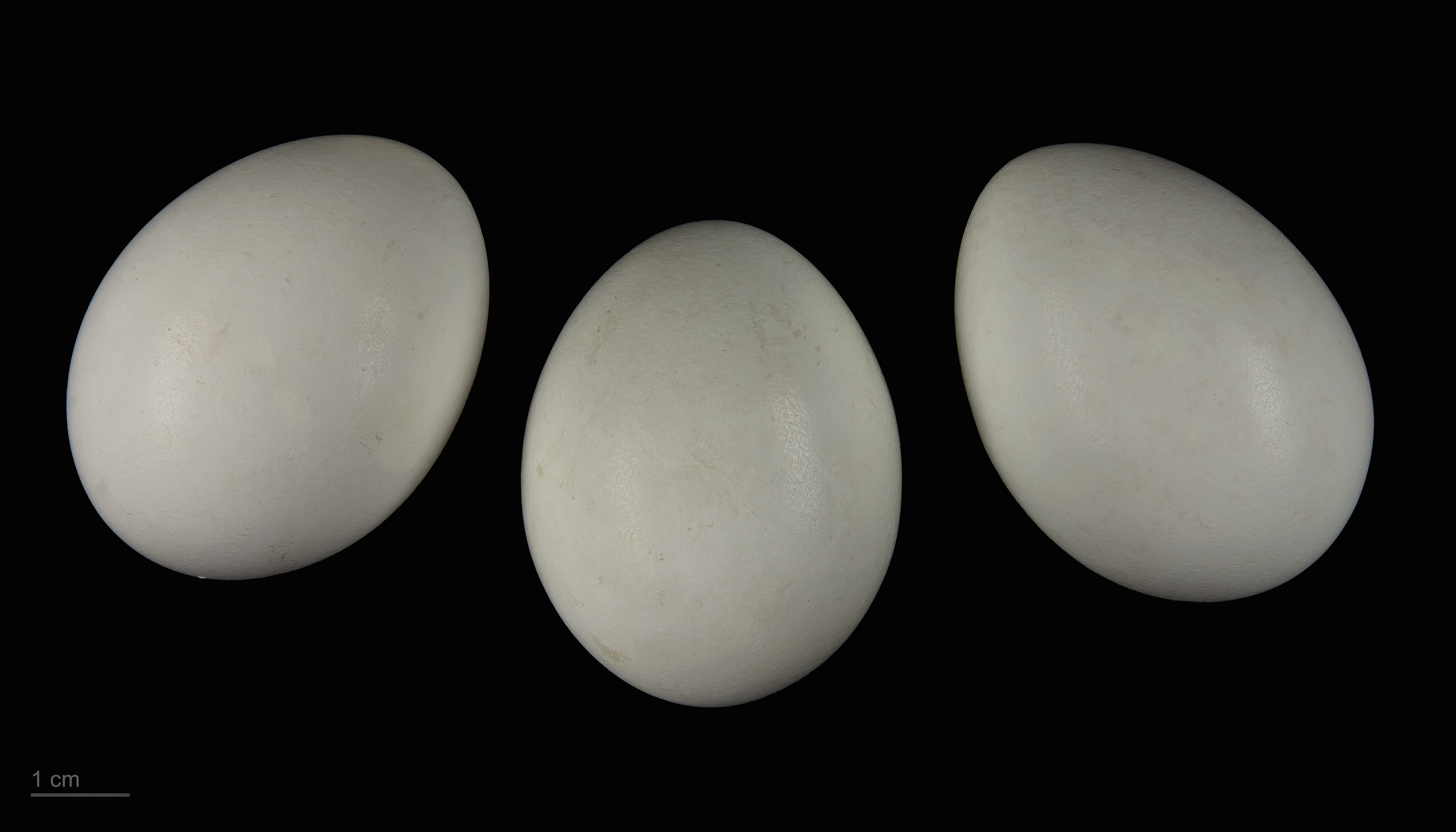
Circus cyaneus

ハイイロチュウヒ（灰色沢鵟、学名：Circus cyaneus ）は、タカ目タカ科チュウヒ属に分類される鳥類の1種である。

## 分布
繁殖地はユーラシア大陸北部で、冬季はアフリカ大陸北部、ユーラシア大陸中部に移動し越冬する。ヨーロッパでは周年生息する。
日本では越冬のために冬鳥として飛来するが局地的であり、個体数は少ない。

## 形態
オスは全長40 - 45 cm。メスは50 - 55 cm。メスの方が大型になる。尾羽の背面（上尾筒）には白い斑紋がある。
オスは全身が灰色で、初列風切羽は黒い。腹部の羽毛は白い。メスや幼鳥は全身が褐色の羽毛に覆われる。腹面は淡褐色で褐色の斑紋が入る。

## 生態
草原や湿地に生息する。地上付近を低空飛行したり、地上を徘徊しながら獲物を探す。地面に草や木の枝を束ねた巣を作る。
食性は肉食性で両生類、爬虫類、鳥類、小型哺乳類等を食べる。日中は狩りはせず、アシ原の中や、畔や休耕田などの草地に降り立ち、休息する。
繁殖形態は卵生。4月から6月に3-6個の卵を産む。抱卵はメスのみが行う。繁殖地では「ピョゥピョゥ」と鳴いてディスプレイ飛行をする。

## 分類
本種は近年になって、アメリカ大陸に生息するCircus hudsoniusとユーラシア大陸に生息するCircus cyaneusの2種類に分かれた。以前はこの2種は亜種という関係だった。日本に飛来するのは後者のほうである。そのため、このページでは後者について言及している。前者はアメリカハイイロチュウヒまたはアメリカチュウヒとも呼ばれる。アメリカハイイロチュウヒの方が色が濃い。

近年別種となったの分布域

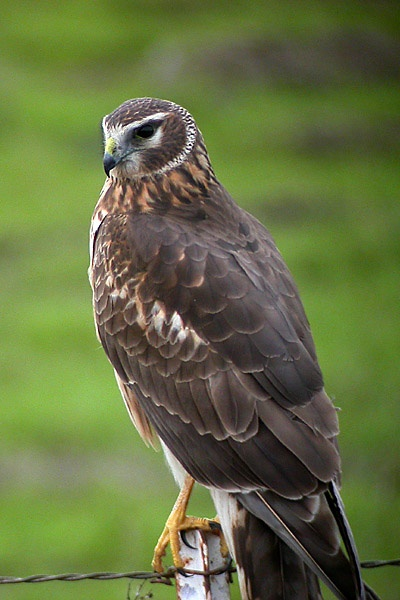
のメス

## 保全状況評価
LEAST CONCERN (IUCN Red List Ver. 3.1 (2001))
- ワシントン条約附属書II